# Steve Ovett
Stephen Michael James („Steve”) Ovett (ur. 9 października 1955 w Brighton) – brytyjski lekkoatleta, biegacz średnio– i biegacz długodystansowy, mistrz olimpijski i rekordzista świata.
Ovett był pod koniec lat 70. i na początku lat 80. jednym z najlepszych biegaczy na średnich dystansach 800 metrów i 1500 metrów. W tym okresie jego największym rywalem był jego rodak Sebastian Coe. Obaj unikali jednak bezpośrednich starć i w okresie 1972–1989 wystartowali w tym samym biegu jedynie siedem razy. 
W 1973 Ovett zdobył tytuł mistrza Europy juniorów w biegu na 800 metrów. Rok później, już w gronie seniorów, zdobył srebrny medal na tym dystansie na mistrzostwach Europy w Rzymie. Zajął 5. miejsce w finale biegu na 800 m na igrzyskach olimpijskich w 1976 w Montrealu. W 1978 na mistrzostwach Europy w Pradze zdobył ponownie srebro na dystansie 800 m oraz złoto w biegu na 1500 m.
Na igrzyskach olimpijskich w Moskwie w 1980 Ovett zdobył dwa medale. Złoty medal zdobył w biegu na 800 m, gdzie pokonał faworyzowanego na tym dystansie Coe’a. Ovett był za to faworytem w biegu na 1500 m, ale musiał zadowolić się jedynie brązem. Złoty medal zdobył jego wielki rywal Sebastian Coe. W 1984 nie udało mu się obronić tytułu mistrza olimpijskiego (zajął w finale na 800 m 8. miejsce). Na jego porażce zaważył smog panujący w Los Angeles, który pogłębił jego problemy astmatyczne.
Później startował na dłuższych dystansach. Jako reprezentant Anglii zwyciężył w biegu na 5000 metrów na igrzyskach Wspólnoty Narodów w 1986 w Edynburgu. Nie ukończył biegu finałowego na tym dystansie na mistrzostwach Europy w 1986 w Stuttgarcie. 
W latach 1980–1983 Ovett pięciokrotnie poprawiał rekord świata w biegu na 1500 m oraz na milę.
Ovett zakończył karierę sportową w 1991. Od 1992 jest komentatorem zawodów lekkoatletycznych dla kanadyjskiej stacji CBC.